# Charles Shay
 (mai 2023).
Charles Shay, né le 27 juin 1924 à Bristol est un aide-soignant militaire américain d'origine amérindienne. Il s'est notamment illustré au débarquement de Normandie.

## Biographie
Charles Shay est né dans la tribu des Pentagouets. Ses parents, notamment sa mère, sont des militants actifs pour les droits de leur peuple, qui dans leur État du Maine, n'obtient le droit de vote qu'en 1954. Dès son jeune âge, le petit Charles se distingue en sauvant son petit frère de la noyade. Dans sa tribu, il est surnommé « petit rat musqué », cet animal étant considéré dans la mythologie de son peuple comme celui qui sauva le monde. À 19 ans, Shay s'engage dans l'armée américaine. Il est sélectionné pour être aide médical et reçoit un entrainement de base en technique médicale. Devenu membre de la 1re division d'infanterie, il participe au Débarquement de Normandie en étant non-armé, ne portant que son matériel médical. D'abord choqué devant le nombre de soldats morts ou blessés qu'il trouve sur Omaha Beach, il reprend ses esprits et après avoir délivré des premiers soins, il prend l'initiative de transporter derrière une dune chaque soldat étendu sur le sable afin qu'ils ne soient pas noyés par la marée montante. Cette action lui vaudra après-guerre l'obtention de la Silver Star.
Après avoir effectué sa mission sur Omaha Beach, Shay accompagne les troupes américaines jusqu'en Allemagne où il y est fait prisonnier par les allemands. Après sa libération et la fin de la guerre, il rejoint l'armée américaine en tant qu'infirmier. Il participe à la Guerre de Corée. Installé à Vienne avec les troupes d'occupation américaine, il épouse une autrichienne. Il vit en Autriche durant les décennies suivantes, tout en revenant chaque année dans sa réserve natale.
Charles Shay revient pour la première fois sur les lieux du débarquement en 2007. Il y vient depuis régulièrement et habite depuis 2018 en Normandie.

## Engagement pour la mémoire des soldats amérindiens
En tant qu'ancien (en) de sa tribu, Charles Shay a des responsabilités de transmission culturelles. Il s'est aussi attaché à s'y appliquer pour la transmission de la mémoire des soldats amérindiens de la Seconde guerre mondiale, et notamment des plus de 500 qui ont participé au débarquement de Normandie. Shay est en effet depuis plusieurs années le dernier d'entre eux à être encore en vie. Il effectue alors chaque année un rituel ancestral en leur honneur sur Omaha Beach. En 2017, Shay a participé à l'inauguration d'un mémorial portant son nom, le Charles Shay Indian Memorial Park, qui commémore le souvenir de tous les soldats amérindiens ayant combattu lors du 6 juin 1944. Le mémorial comprend notamment une sculpture de tortue en granit, cet animal représentant la sagesse et la longévité dans plusieurs mythologies amérindiennes. Depuis 2020, un buste de Charles Shay y a aussi été ajouté. En 2022, âgé de 98 ans il a passé la responsabilité des rituels à Julia Kelly, une ancienne combattante amérindienne de la Guerre du Golfe. Charles Shay a alors souligné l'exceptionnalité de la réception mémorielle des soldats amérindiens en France : « On les célèbre plus en Normandie que partout ailleurs ».

## Récompenses et médailles
En dehors de la Silver Star qu'il a obtenu pour son dévouement militaire, Charles Shay a aussi obtenu la Légion d'honneur française, avec le grade de chevalier.